# 건담 TR-1 헤이즐
건담 TR-1 헤이즐(GUNDAM TR-1 HAZEL)은 짐 쿠엘의 변형기로 잡지 기획 《ADVANCE OF Z 티탄즈의 깃발 아래》에 등장하는 MS이다. (형식번호 RX-121)

## 기체 해설
본기는 우주세기 0084년 티탄즈가 MS 최신기술을 평가하기 위해 콘페이토우 공창에서 제작한 실험기이다. 또한 일년전쟁에서의 활약으로 전설적인 명기가 된 건담을 모방한 형태의 두부를 장착한 일로 인해 아군 및 적군(특히 지온 잔당)에 대한 심리적 영향, 추가로 그 존재 자체가 전국에 미칠 영향을 평가하기 위한 목적으로 만들어졌다. 베이스 기체로서는 신뢰성이 높은 그리고 티탄즈 전용기로 각부대에 배치되어 있어 정비 시 부품 호환성이 높은 짐 쿠엘이 선택되었다. 그 결과 개발 기간의 대폭적인 단축이 이루어졌을 뿐 아니라, 각부(各部)의 환장된 강화 파트에 의해 건담형 MS에 필적하는 고성능기로서 완성되게 되었다. 베이스 기체보다 고성능인 반면 기체 특성, 조작성이 크게 달라진 관계로 기체 성능을 유감 없이 발휘하기 위해서는 고도의 조작기술이 요구되었다. 또한 옵션 파트를 장착・환장함으로써 보다 융통성있는 대응이 가능해졌다.
두부 유니트는 듀얼 센서와 V자형 멀티 브레이드 안테나를 장비한 소위 건담 헤드로 환장되었다. 특히 센서 능력 향상을 위해 정수리 부분에는 강화 형태 시의 시계 확보를 위한 전주위 형태의 센서가 설치되었다. 그런 연유로 두부 60 밀리미터 발칸포는 폐쇄되었고, 건담 Mk-Ⅱ와 동형의 발칸 포드를 장비 가능했다.
흉부는 동체와 백팩을 잇는 형태를 가진 보조 액츄에이터 유니트로 환장되었다. 어깨 관절부의 움직임을 보조하기 위한 것으로, 이에 따라 어깨 관절부의 강도가 대폭 향상되었다. 짐 쿠엘에서는 복합 인테이크 덕트가 설치되어 있던 부분으로 이로 인해 배기 성능은 매우 저하되었다. 안쪽은 다목적 공간으로 전환되었고, 사용 목적에 따라 환장이 가능했다.
각부는 열핵 로켓 엔진을 내장한 강화 파트로 환장되었다. 일반적인 MS에는 후부에만 스러스터가 설치되어 있는 경우가 많았지만, 본기는 높은 추력을 위해 역분사 제어용 무릎 스러스터가 앞쪽에 설치되었다. 각부 좌우에는 추진제가 내장된다. 또한 옵션 병기 장착 시 등의 중량 증가에 대응하기 위해 발목 관절부의 액츄에이터가 강화되었다. 이로 인해 이를 보호하기 위한 앵클 죠인트 또한 대형화되었다.
새롭게 환장된 백팩에는 가동식 부스터 포드가 접속되었다. 암에 의해 접속되어 가동이 가능한 덕에 AMBAC 유니트로서 벡터드 스러스터로서도 기능한다. 하이브리드 형태의 열핵융합로가 탑재되어 있기에 열핵 제트 엔진 겸 제너레이로서도 기능한다. 대기권 내에서는 열핵 제트 엔진의 전면 셔터가 개방되어 에어 인테이크가 된다. 하부 해치에는 서브 스러스터를 내장했다. 상부에는 마운트 래치가 설치되어 있다. 후부 장갑은 추진력 향상을 위해 건담 NT-1의 쵸밤 아머를 개량한 부품으로 환장되었다.
또한 「건담의 얼굴이 미칠 심리적 영항력」이라는 발상의 원류는 일년전쟁 시 솔로몬에서 전과를 거둔 건담 얼굴의 볼이라고 하는 풍문이 연방군 내에 존재한다.

## 무장
빔 사벨
헤이즐의 유일한 고정 무장. 백팩에 1기 장비된다.
빔 라이플
E팩 방식이 실험적으로 채용되었다. 연사 모드에서는 에너지 소비가 크기 때문에 2개의 팩을 연결해 사용한다. 근접전투 시 취급이 용이한 단총열 형태 및 일반적인 장총열 형태 등 다양한 물건이 시험 운용되었고, 여기에 개량이 더해진 것이 건담 Mk-Ⅱ에 채용되었다. E팩은 홀더가 설치되어 있는 허리에 접속된다. 홀더는 E팩을 떼어낸 후 일종의 증가장갑으로 기능한다.
실드 부스터
전완부(前腕部) 래치에 장착되는 22,000 킬로그램의 추진력을 가진 스러스터와 추진제 탱크를 탑재한 실드. 추진제는 피탄 시의 유폭 위험성을 저하시키기 위해 저가연성 연료가 사용되었다. 강습 시 부스터로 기능하며, 추진제가 떨어진 후에는 그대로 실드로서 운용되기에 중량 문제를 해결할 수 있었다. 당시까지 이용되고 있었던 슈투름 부스터는 전투 시 방기되었지만, 방기 후의 회수가 곤란했다. 실드 부스터는 제작가는 높았지만 피탄에 의한 손상이 없는 한 재활용이 가능하다는 이점이 있었다.
다목적 발사기
흉부 보조 액츄에이터 유니트의 다목적 공간에 장비된다. 이것은 발사 시에 꺽어져 2연장 발사기가 된다. 작전내용에 따라 유탄 및 연막탄 등을 선택 탑재할 수 있다. 또한 폐쇄된 두부 발칸포의 대체품으로 외부 설치식 발칸 포드를 장착 가능하다. 이때는 공간 확보를 위해 다목적 공간에 아무것도 설치하지 않는다.

## 전투 형태
강습 형태
양전완부 래치에 실드 부스터를 장착한 형태. 헤이즐의 옵션 형태 중에서는 가장 일반적인 것으로 공수 양면에서 균형을 취한 형태이다.
풀아머 형태
헤이즐에는 일년전쟁 당시의 풀아머 계획과 같은 증가장갑 시스템이 옵션으로 채용되어 있다. 헤이즐 자체가 짐 쿠엘을 베이스로 각부가 강화 파트로 이미 환장되어 있었고, 모든 파트는 고정식이었다. 그 때문에 이전까지의 풀아머와 비교해 증가장갑으로써 착탈 가능한 부위는 흉부, 복부 그리고 전면 장갑뿐이었다. 피탄당한 장갑을 쉽게 교환 가능한 높은 정비성을 실현하기 위해 피탄율이 높은 기체 전면 장갑만을 착탈 가능하도록 했다. 건담 NT-1 및 짐 캐논Ⅱ에 사용된 증가장갑과 동일한 형태이다. 이 형태의 단점은 기체 중량 증가 및 관성 모멘트의 변화, 증가장갑에 의한 가동범위 제한, AMBAC 성능의 저하 등에 따른 본래의 기동력 상실이다. 그 때문에 빔 병기가 일반화되어 가고 있던 시대였던터라 의문을 제기하는 의견도 있었다.
고기동 형태
풀아머 형태에 추가로 3매의 실드 부스터를 장착한 형태로 최종 형태로도 불린다. 실드를 양전완부와 부스터 포드의 래치에 장착해 한방향으로 추력을 집중함으로써 모빌 아머에 버금가는 높은 가속력을 얻을 수 있다. 흉부 보조 액츄에이터 유니트의 다목적 공간에는 폴딩 그립이 설치되어, 이를 전개해 파지함으로써 양팔을 고정한 어깨 관절부의 부하를 저하시켜 안정적인 순항을 행한다. 추진방향을 한방향으로 모은 이 형태의 컨셉은 후의 가변 MS의 개발에도 공헌했다.

## 비고
게임 《SD건담 G GENERATION》시리즈에서 당기의 명칭은「건담 헤이즐」로 표기되어 있다.